# Huibertus Bonda
Huibertus Bonda (Zaandam, 12 mei 1862 - Amsterdam, 2 maart 1941) was een Nederlands architect.
Hij was zoon van Bart Bonda en Trijntje Brandenburg. Hijzelf was getrouwd met de Zeeuwse Anna Uzebia Sirag, dochter van een militair. Het echtpaar woonde voor langere tijd in de Kinkerbuurt aan de Brederodestraat en Nicolaas Beetstraat 132 te Amsterdam. Hij werd op 6 maart 1941 begraven op begraafplaats Zorgvlied.
Zijn actieve periode wordt ingeschat op tussen 1883 en 1922. Hij werkte onder andere voor het kantoren van Eduard Cuypers (1896-1897) met als belangrijkste bijdrage het tweede versie van Station 's-Hertogenbosch. Er volgde ook een samenwerking met Hendrik Petrus Berlage. Zijn voornaamste bouwwerken zijn te vinden in Amsterdam en Den Bosch (waar hij trouwde). Zo was de in 2017 gesloopte Valeriuskliniek van zijn hand. Er zijn/waren echter ook gebouwen van hem te vinden in Enkhuizen (Ontmoetingskerk) en Arnhem.
Van zijn opleiding is nauwelijks iets bekend. Zelf leidde hij architect Arnold Ingwersen op.

## Werken
Enkele van zijn werken zijn:
- Gereformeerde weeshuis in Amsterdam, 1900
- Gereformeerde Duystkerk in Delfshaven, 1902
- Twee herenhuizen Jan Luikenstraatn in Amsterdam, 1902
- Woon-winkelpand Marnixstraat 240, 1902
- Herenhuis Westerstraat 164 in Enkhuizen, 1902-1905
- Klopperkerk in Enkhuizen, 1904
- Valeriuskliniek in Amsterdam, 1908-1910
- Protestantse school aan het Brugplein in 's-Hertogenbosch
- Johannes Vermeerstraat 6 in Amsterdam, 1913

## Publicaties
- Gerrit Vermeer, Huibertus Bonda (1862-1941), gereformeerd architect, Cuypersbulletin 3&4, 2022